# Танасіс Венгос
Танасіс Венгос (грец. Θανάσης Βέγγος; *29 травня 1926, Нео-Фаліро — †3 травня 2011, Афіни) — грецький актор та кінорежисер.

## Біографічні відомості
Танасіс Венгос народився в Нео-Фаліро (нині район Пірея). Через скруту в родині працював з раннього дитинства. З політичних причин в період 1948 по 1950 роки перебував на засланні на острові Макронісос, де познайомився із також засланим режисером Нікосом Кундуросом. Останній 1954 року дав йому першу роль у «Μαγική Πόλις». Першу велику роль Танасіс Венгос виконав 1962 року у «Ψηλα τα Χερια Χιτλερ» (укр. Руки вгору, Гітлер).
Танасіс Венгос також брав участь у театральних постановках, зокрема грав у комедіях Аристофана. Серед ролей, які виконував Танасіс Венгос у кіно, були переважно звичайні люди, які намагалися здолати різні життєві ситуації. Однак були у його фільмографії і кілька анти- та кумедних драматичних героїв. Часто співпрацював із режисером Йоргосом Лазарідісом. Завжди виконував трюки сам, без залучення каскадерів.
Експромт, сюрреалістичний гумор і соціальна критика — домінуючі елементи кінострічок Венгоса. Його найкращі стрічки Είναι ένας τρελός, τρελός, τρελός Βέγγος (1965), «Φανερός πράκτωρ 000» (1967) та інші, поряд із роботами інших визначних грецьких кіномитців, становлять «золоті шістдесяті» у грецькому кінематографі. Більшість своїх стрікок Венгос знімав на власній кіностудії Θ-Β Comedy Films.
2000 року потрапив в автомобільну аварію — зіткнення із потягом, довго змагався за життя. за участю зіткнення з потягом. Пізніше взяв участь у рекламі зі сприяння безпеці дорожнього руху. 2004 року він зняв автобіографічну стрічку. Танасіс Венгос був одружений і мав двох дітей. 2008 року президент Греції Каролос Папаліас нагородив Венгоса орденом Фенікса. Помер Танасіс Венгос 3 травня 2011 року в Афінах після тривалої хвороби.